# Santa Margherita di Staffora
Santa Margherita di Staffora là một đô thị ở tỉnh Pavia trong vùng Lombardia của Ý, có cự ly khoảng 80 km về phía nam của Milan và khoảng 50 km về phía nam của Pavia. Tại thời điểm ngày 31 tháng 12 năm 2004, đô thị này có dân số 589 người và diện tích là 36,7 km².
Santa Margherita di Staffora giáp các đô thị sau: Bobbio, Brallo di Pregola, Fabbrica Curone, Menconico, Varzi, Zerba.